# Gnetum contractum
Gnetum contractum — вид голонасінних рослин класу гнетоподібних.

## Поширення, екологія
Країни проживання: Індія (Керала, Таміл-Наду). Росте в лісах. У зоні поширення є вологі листяні ліси і гірські дощові ліси.

## Загрози та охорона
Основні загрози: вирубка лісів і фрагментація місць проживання. Gnetum contractum був зібраний поблизу або в англ. Mudumalai Sanctuary, яке приєднане до англ. Bandipur National Park і в англ. Wayanad Sanctuary.